# Placówka Straży Celnej „Stecowa”

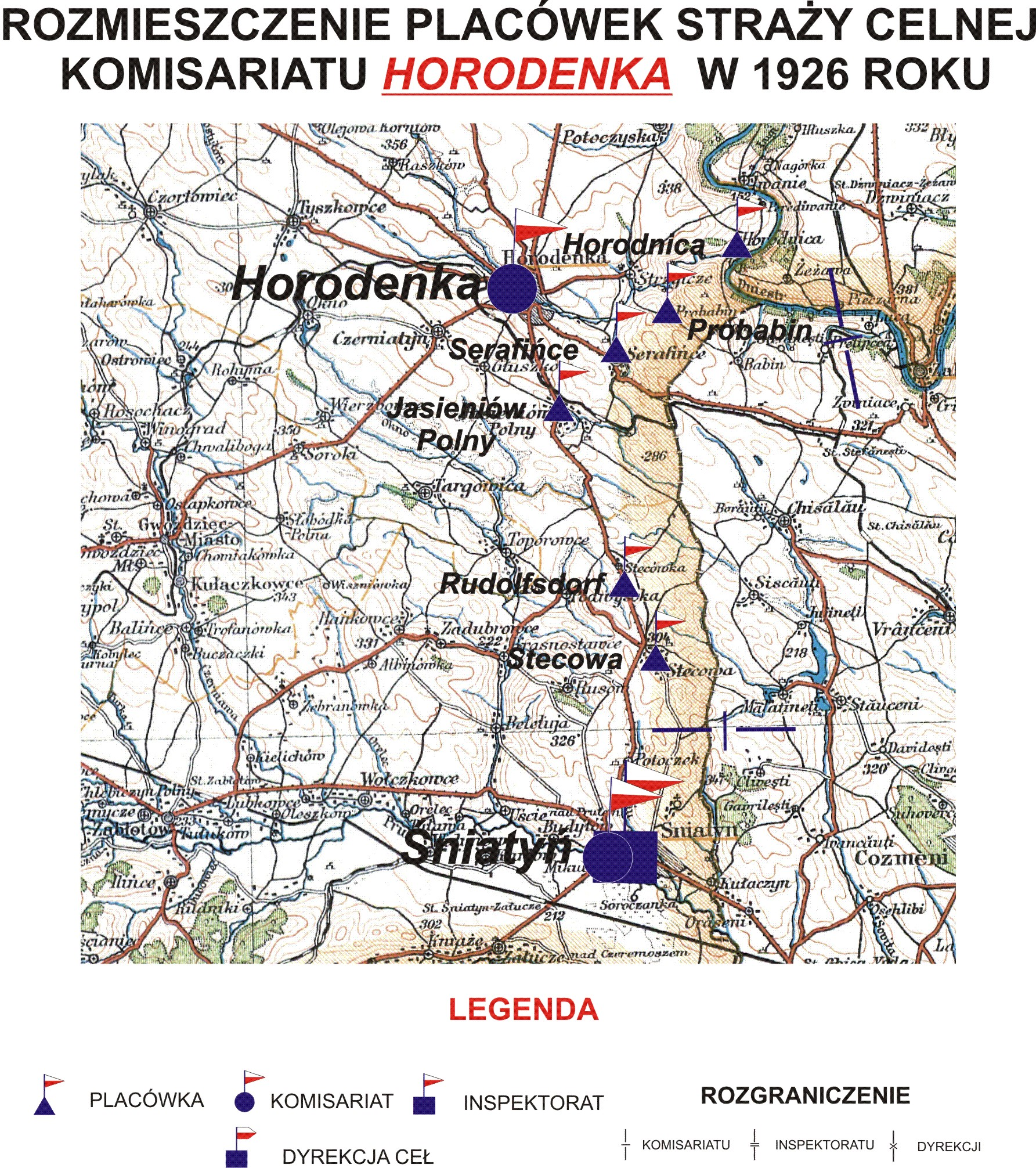
Rozmieszczenie placówek SC komisariatu Horodenka w 1926 r.

Placówka Straży Celnej „Stecowa” – jednostka organizacyjna Straży Celnej pełniąca w okresie międzywojennym służbę ochronną na granicy polsko-rumuńskiej.

## Formowanie i zmiany organizacyjne
Na wniosek Ministerstwa Skarbu, uchwałą z 10 marca 1920 roku, powołano do życia Straż Celną. Jednostki Straży Celnej rozpoczęły przejmowanie odcinków granicy od pododdziałów Batalionów Celnych. W 1921 roku w Horodence stacjonował sztab 2 kompanii 11 batalionu celnego. Kompania wystawiała między innymi placówkę w Stecowej. Proces tworzenia Straży Celnej trwał do końca 1922 roku. Placówka Straży Celnej „Stecowa” weszła w podporządkowanie komisariatu Straży Celnej „Horodenka” z Inspektoratu SC „Śniatyn”.
W drugiej połowie 1927 roku przystąpiono do gruntownej reorganizacji Straży Celnej. W praktyce skutkowało to rozwiązaniem tej formacji granicznej. Ochronę północnej, zachodniej i południowej granicy państwa przejęła powołana z dniem 2 kwietnia 1928 roku Straż Graniczna.
Rozkazem nr 5 z 16 maja 1928 roku w sprawie organizacji Małopolskiego Inspektoratu Okręgowego dowódca Straży Granicznej gen. bryg. Stefan Pasławski powołał komisariat Straży Granicznej „Śniatyn”. Placówka Straży Granicznej I linii „Stecowa” znalazła się w jego strukturze.

## Funkcjonariusze placówki
Kierownicy placówki
| stopień    | imię i nazwisko, numer | okres pełnienia służby | kolejne stanowisko |
| ---------- | ---------------------- | ---------------------- | ------------------ |
| przodownik | Michał Tarnawski (44)  | był w 1926             |                    |

Obsada personalna placówki w 1926:
- przodownik Michał Tarnawski (44)
- starszy strażnik Wojciech Lewek (523)
- starszy strażnik Antoni Wronecki (292)
- strażnik Adam Kościński (552)
- strażnik Sylwester Meller (747)
- strażnik Władysław Olejczuk (655)
- strażnik Józef Marciniszyn (1856)
- strażnik Zenon Augustyniak (2133)
- strażnik Dominik Bielicki (1863)
- strażnik Andrzej Mazur (1412)
- strażnik Józef Piechocki (1510)
- strażnik Stanisław Sarnowski (517)
- strażnik Stanisław Duda (646)
- strażnik Antoni Ceglarek (530)